# 岩元信兵衛

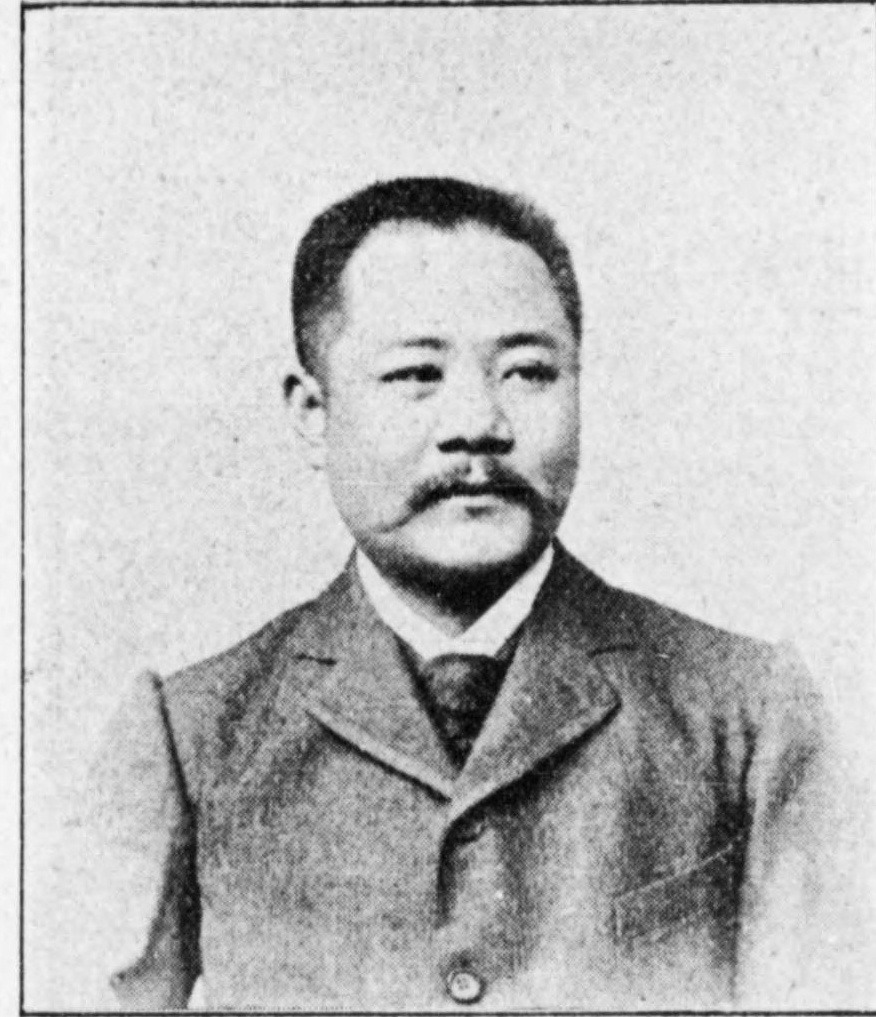
岩元信兵衛

岩元 信兵衛（信兵衞、いわもと しんべえ、1864年 12月13日（元治元年11月15日）- 1917年（大正6年）4月14日）は、日本の実業家、政治家。山形屋第5代、衆議院議員、貴族院多額納税者議員。

## 経歴
薩摩国鹿児島郡鹿児島城下下町叶（現鹿児島県鹿児島市金生町）で、呉服商・岩元善兵衛の長男として生まれる。幼少期は亡母の実家、新町の回船業・川井田家で過ごし、漢学を修めた。1892年（明治25年）に家督を相続した。
明治維新後、没落した御用商人に代わる新興勢力の中心人物となる。1886年（明治19年）地元の実業家と南島興産社を設立し、大阪の豪商阿部彦太郎と奄美諸島の砂糖貿易の利益独占を競った。また、第百四十七銀行（現鹿児島銀行）、鹿児島貯蓄銀行、鹿児島実業新聞社の創立に参画した。また家業の山形屋デパートの基礎を確立し、1916年（大正5年）関西以西で随一の規模の近代的百貨店を建設した。
政界では、鹿児島市会議員、同区会議員に選出された。1902年（明治35年）8月、第7回衆議院議員総選挙で鹿児島市から出馬して当選。以後、第9回総選挙まで当選し、立憲政友会に所属して衆議院議員を連続3期務めた。また、1909年（明治42年）5月5日に貴族院多額納税者議員に任じられ、1911年（明治44年）9月28日まで1期在任した。

## 親族
- 甥・養嗣子 岩元達一（山形屋会長、貴族院多額納税者議員）[4]